# Frente Islâmica de Salvação
A Frente Islâmica de Salvação (FIS; em árabe: الجبهة الإسلامية للإنقاذ; romaniz.: al-Jabhah al-Islāmiyah lil-Inqādh; em francês: Front islamique du salut), é um organização política de carácter islamista fundada em 20 de fevereiro de 1989 na Argélia e declarada ilegal desde março de 1992.
É a organização política islâmica mais importante de Argélia. A FIS nasce com a revolta juvenil em Argel de 1988, onde os estudantes pediam uma islamização social. Devido a estes acontecimentos, a organização foi fundada oficialmente em 1989 e legalizada em 1990.
A FIS venceu as eleições municipais de 1990 obtendo o 54% dos sufrágios e dominando claramente as principais cidades argelinas.
Nas eleições gerais de 1991, obteve no primeiro turno cerca de 82% dos mandatos (188 em 231). Isto provocou um golpe de Estado pelos militares que trataram de impedir o triunfo eleitoral no segundo turno dos islamistas, declarando um estado de excepção e anulando o processo eleitoral; o presidente Chadli Bendjedid foi forçado a "renunciar" levando a longa e sangrenta Guerra Civil da Argélia. Seguiu-se a dissolução da FIS e o encarceramento de seus dirigentes, Abassi Madani e Ali Belhadj, o que intensificou os ataques aos militares e ao governo argelino através de seu braço armado, o Exército Islâmico de Salvação. Em 13 de janeiro de 1995, a FIS ilegalizada, dirigida por Abdelkader Hachani, juntamente com outras pequenas formações argelinas opostas ao regime, assinaram um acordo pelo que se criava uma única organização opositora, a Plataforma de Sant'Egidio. Depois do cessar fogo de 1997 e do acordo de paz de 1999, o FIS abandonou suas reivindicações de luta armada, mas ainda mantém seus princípios islâmicos.